# Élections cantonales de 1958 en Ille-et-Vilaine
Les élections cantonales se sont déroulées les 20 et 27 avril 1958.

## Contexte départemental

### Assemblée départementale sortante
Avant les élections, le conseil général est présidé par Marcel Rupied, membre du CNIP.
Il comprend 43 conseillers généraux issus des 43 cantons d'Ille-et-Vilaine.
| Parti                                       | Sigle   | Élus |
| ------------------------------------------- | ------- | ---- |
| Majorité (27 sièges)                        |         |      |
| Centre national des indépendants et paysans | CNIP    | 27   |
| Opposition (16 sièges)                      |         |      |
| Mouvement républicain populaire             | MRP     | 7    |
| Parti radical-socialiste                    | Rad-soc | 5    |
| Républicains sociaux                        | Rép.soc | 4    |
| Président du conseil général                |         |      |
| Marcel Rupied (CNIP)                        |         |      |

## Résultats à l'échelle du département

### Résultats en nombre de sièges
| Parti | Sièges mis en jeu | Élus | Évolution |
| ----- | ----------------- | ---- | --------- |
| CNIP  | 13                | 9    | -4        |
| MRP   | 6                 | 11   | +5        |
| PR    | 2                 | 2    | =         |
| RS    | 2                 | 1    | -1        |

### Assemblée départementale à l'issue des élections
| Parti                                       | Sigle   | Élus |
| ------------------------------------------- | ------- | ---- |
| Majorité (23 sièges)                        |         |      |
| Centre national des indépendants et paysans | CNIP    | 23   |
| Opposition (20 sièges)                      |         |      |
| Mouvement républicain populaire             | MRP     | 12   |
| Parti radical-socialiste                    | Rad-Soc | 5    |
| Républicains sociaux                        | Rép.soc | 3    |
| Président du conseil général                |         |      |
| Marcel Rupied (CNIP)                        |         |      |

## Arrondissement de Rennes

### Canton de Rennes-Nord-Est
- Conseiller sortant : Paul Robert (CNIP ex RPF), élu depuis 1937.

| Candidat | Candidat         | Étiquette | Premier tour | Premier tour | Second tour | Second tour |
| Candidat | Candidat         | Étiquette | Voix         | %            | Voix        | %           |
| -------- | ---------------- | --------- | ------------ | ------------ | ----------- | ----------- |
|          | Henri Fréville   | MRP       | 6 118        | 46,95        | 7 443       | 62,84       |
|          | Paul Robert *    | CNIP      | 3 537        | 27,14        | 2 426       | 20,48       |
|          | Edmond Le Tanter | PCF       | 1 777        | 13,64        | 1 967       | 16,61       |
|          | Maurice Ollivry  | SFIO      | 1 598        | 12,26        |             |             |
|          |                  |           |              |              |             |             |
| Inscrits | Inscrits         | Inscrits  | 23 032       | 100,00       | 23 032      | 100,00      |
| Votants  | Votants          | Votants   | 13 382       | 58,10        | 12 148      | 52,74       |
| Exprimés | Exprimés         | Exprimés  | 13 031       | 97,38        | 11 845      | 97,51       |

### Canton de Rennes-Sud-Est
- Conseiller sortant : Émile Neumager (Rép. soc), élu depuis 1949.

| Candidat | Candidat         | Étiquette | Premier tour | Premier tour | Second tour | Second tour |
| Candidat | Candidat         | Étiquette | Voix         | %            | Voix        | %           |
| -------- | ---------------- | --------- | ------------ | ------------ | ----------- | ----------- |
|          | Émile Guerlevas  | PCF       | 4 823        | 27,45        | 6 733       | 38,84       |
|          | Léon Grimault    | MRP       | 4 672        | 26,59        | 10 582      | 61,04       |
|          | Alexis Le Strat  | SFIO      | 3 694        | 21,03        |             |             |
|          | Émile Neumager * | Rép. soc  | 2 998        | 17,07        |             |             |
|          | Ernest Bourdin   | CR        | 742          | 4,22         |             |             |
|          | Claude Jaigu     | Rad-soc   | 639          | 3,64         |             |             |
|          |                  |           |              |              |             |             |
| Inscrits | Inscrits         | Inscrits  | 30 427       | 100,00       | 30 427      | 100,00      |
| Votants  | Votants          | Votants   | 18 026       | 59,24        | 17 917      | 58,89       |
| Exprimés | Exprimés         | Exprimés  | 17 568       | 97,46        | 17 336      | 96,76       |

### Canton de Châteaugiron
- Conseiller sortant : Maurice Audrain (CNIP), élu depuis 1951.

| Candidat | Candidat          | Étiquette | Premier tour | Premier tour |
| Candidat | Candidat          | Étiquette | Voix         | %            |
| -------- | ----------------- | --------- | ------------ | ------------ |
|          | Maurice Audrain * | RGR       | 3 471        | 88,46        |
|          | Léon Le Restif    | PCF       | 252          | 6,42         |
|          | Francis Fortin    | SFIO      | 80           | 2,04         |
|          |                   |           |              |              |
| Inscrits | Inscrits          | Inscrits  | 5 185        | 100,00       |
| Votants  | Votants           | Votants   | 4 001        | 77,17        |
| Exprimés | Exprimés          | Exprimés  | 3 924        | 98,08        |

### Canton de Janzé
- Conseiller sortant : Jean-Marie Lacire (CNIP), élu depuis 1937.

| Candidat | Candidat            | Étiquette | Premier tour | Premier tour |
| Candidat | Candidat            | Étiquette | Voix         | %            |
| -------- | ------------------- | --------- | ------------ | ------------ |
|          | Jean-Marie Lacire * | CNIP      | 4 068        | 90,52        |
|          | François Faucheux   | PCF       | 223          | 4,96         |
|          | Bernard Levrel      |           | 203          | 4,52         |
|          |                     |           |              |              |
| Inscrits | Inscrits            | Inscrits  | 6 102        | 100,00       |
| Votants  | Votants             | Votants   | 4 597        | 75,34        |
| Exprimés | Exprimés            | Exprimés  | 4 494        | 97,76        |

### Canton de Mordelles
- Conseiller sortant : Robert de Toulouse-Lautrec (CNIP), élu depuis 1912.

| Candidat | Candidat                     | Étiquette | Premier tour | Premier tour |
| Candidat | Candidat                     | Étiquette | Voix         | %            |
| -------- | ---------------------------- | --------- | ------------ | ------------ |
|          | Robert de Toulouse-Lautrec * | CNIP      | 2 007        | 66,86        |
|          | Jean Davoust                 | UDCA      | 401          | 13,36        |
|          | Mr Vauchel                   | SFIO      | 334          | 11,13        |
|          | Raymond Verron               | PCF       | 249          | 8,30         |
|          |                              |           |              |              |
| Inscrits | Inscrits                     | Inscrits  | 4 216        | 100,00       |
| Votants  | Votants                      | Votants   | 3 171        | 75,21        |
| Exprimés | Exprimés                     | Exprimés  | 3 002        | 94,67        |

## Arrondissement de Saint-Malo

### Canton de Saint-Malo
- Conseiller sortant : Jean Noury (MRP), élu depuis 1945.

| Candidat | Candidat          | Étiquette | Premier tour | Premier tour |
| Candidat | Candidat          | Étiquette | Voix         | %            |
| -------- | ----------------- | --------- | ------------ | ------------ |
|          | Jean Noury *      | MRP       | 5 609        | 65,34        |
|          | Jean Lemaître     | PCF       | 1 492        | 17,38        |
|          | Robert Le Foulgoc | SFIO      | 1 482        | 17,27        |
|          |                   |           |              |              |
| Inscrits | Inscrits          | Inscrits  | 14 497       | 100,00       |
| Votants  | Votants           | Votants   | 8 946        | 61,71        |
| Exprimés | Exprimés          | Exprimés  | 8 584        | 95,95        |

### Canton de Châteauneuf-d'Ille-et-Vilaine
- Conseiller sortant : François Rouvrais (CNIP) (ancien MRP), élu depuis 1937.

| Candidat | Candidat            | Étiquette | Premier tour | Premier tour |
| Candidat | Candidat            | Étiquette | Voix         | %            |
| -------- | ------------------- | --------- | ------------ | ------------ |
|          | François Rouvrais * | CNIP      | 2 456        | 58,03        |
|          | Robert Surcouf      | CNIP      | 1 139        | 26,91        |
|          | Jean Rochebrun      | PCF       | 375          | 8,86         |
|          | Auguste Baslé       | SFIO      | 262          | 6,19         |
|          |                     |           |              |              |
| Inscrits | Inscrits            | Inscrits  | 5 703        | 100,00       |
| Votants  | Votants             | Votants   | 4 319        | 75,73        |
| Exprimés | Exprimés            | Exprimés  | 4 232        | 97,99        |

### Canton de Dinard
- Conseiller sortant : Louis Léouffre (MRP), élu depuis 1945 ne se représente pas.

| Candidat | Candidat         | Étiquette | Premier tour | Premier tour | Second tour | Second tour |
| Candidat | Candidat         | Étiquette | Voix         | %            | Voix        | %           |
| -------- | ---------------- | --------- | ------------ | ------------ | ----------- | ----------- |
|          | Georges Coudray  | MRP       | 3 516        | 47,42        | 3 323       | 44,41       |
|          | Yves Vernay      | CNIP      | 2 670        | 36,01        | 3 077       | 41,13       |
|          | Louis Le Bideau  | PCF       | 1 206        | 16,26        | 1 082       | 14,46       |
|          | Louis Chevallier | SFIO      | 423          | 5,71         |             |             |
|          |                  |           |              |              |             |             |
| Inscrits | Inscrits         | Inscrits  | 11 287       | 100,00       | 11 284      | 100,00      |
| Votants  | Votants          | Votants   | 7 790        | 69,02        | 7 581       | 67,18       |
| Exprimés | Exprimés         | Exprimés  | 7 415        | 95,19        | 7 482       | 98,69       |

### Canton de Dol-de-Bretagne
- Conseiller sortant : Yves Estève (Rép.soc), élu depuis 1945.

| Candidat | Candidat      | Étiquette | Premier tour | Premier tour |
| Candidat | Candidat      | Étiquette | Voix         | %            |
| -------- | ------------- | --------- | ------------ | ------------ |
|          | Yves Estève * | Rép.soc   | 3 976        | 74,14        |
|          | Jean Bedel    | PCF       | 797          | 14,86        |
|          | Marcel Hélène | SFIO      | 590          | 11,00        |
|          |               |           |              |              |
| Inscrits | Inscrits      | Inscrits  | 11 287       | 100,00       |
| Votants  | Votants       | Votants   | 7 790        | 69,02        |
| Exprimés | Exprimés      | Exprimés  | 7 415        | 95,19        |

### Canton de Tinténiac
- Conseiller sortant : Alphonse Pellé (Rad-soc), élu depuis 1937.

| Candidat | Candidat           | Étiquette | Premier tour | Premier tour | Second tour | Second tour |
| Candidat | Candidat           | Étiquette | Voix         | %            | Voix        | %           |
| -------- | ------------------ | --------- | ------------ | ------------ | ----------- | ----------- |
|          | Alphonse Pellé     | Rad-soc   | 1 433        | 36,95        | 2 013       | 50,53       |
|          | Jean Nobilet       | MRP       | 1 361        | 35,10        | 1 776       | 44,58       |
|          | Antoine Le Quellec | PCF       | 612          | 15,78        |             |             |
|          | Arthur Piel        | CNIP      | 472          | 12,17        |             |             |
|          | Mr Gautier         | CNIP      | -            | -            | 195         | 4,90        |
|          |                    |           |              |              |             |             |
| Inscrits | Inscrits           | Inscrits  | 5 057        | 100,00       | 5 057       | 100,00      |
| Votants  | Votants            | Votants   | 3 953        | 78,17        | 4 040       | 79,89       |
| Exprimés | Exprimés           | Exprimés  | 3 878        | 98,10        | 3 984       | 98,61       |

## Arrondissement de Fougères

### Canton de Fougères-Nord
- Conseiller sortant : Pierre-Henri Teitgen (MRP), élu depuis 1951.

| Candidat | Candidat               | Étiquette | Premier tour | Premier tour | Second tour | Second tour |
| Candidat | Candidat               | Étiquette | Voix         | %            | Voix        | %           |
| -------- | ---------------------- | --------- | ------------ | ------------ | ----------- | ----------- |
|          | Pierre-Henri Teitgen * | MRP       | 3 379        | 36,04        | 3 685       | 40,38       |
|          | Henri Dorgères         | USP       | 3 076        | 32,81        | 3 391       | 37,15       |
|          | Guy Hamon              | Rad-soc   | 1 180        | 12,59        | 2 045       | 22,41       |
|          | Louis Boursin          | SFIO      | 909          | 9,70         |             |             |
|          | Jean Macé              | PCF       | 832          | 8,87         |             |             |
|          |                        |           |              |              |             |             |
| Inscrits | Inscrits               | Inscrits  | 12 941       | 100,00       | 12 940      | 100,00      |
| Votants  | Votants                | Votants   | 9 691        | 74,89        | 9 344       | 72,21       |
| Exprimés | Exprimés               | Exprimés  | 9 376        | 96,75        | 9 127       | 97,68       |

### Canton d'Antrain
- Conseiller sortant : Fernand Aupinel (MRP), élu depuis 1951.

| Candidat | Candidat          | Étiquette | Premier tour | Premier tour |
| Candidat | Candidat          | Étiquette | Voix         | %            |
| -------- | ----------------- | --------- | ------------ | ------------ |
|          | Fernand Aupinel * | MRP       | 3 420        | 70,98        |
|          | Alfred Prodhomme  | PSU       | 659          | 13,68        |
|          | Paul Collinot     | SFIO      | 386          | 8,01         |
|          | Marcel Ragonnaud  | PCF       | 345          | 7,16         |
|          |                   |           |              |              |
| Inscrits | Inscrits          | Inscrits  | 6 924        | 100,00       |
| Votants  | Votants           | Votants   | 5 035        | 72,72        |
| Exprimés | Exprimés          | Exprimés  | 4 818        | 95,69        |

### Canton de Saint-Aubin-du-Cormier
- Conseiller sortant : Pierre Morel (Rad-soc), élu depuis 1931.

| Candidat | Candidat        | Étiquette | Premier tour | Premier tour |
| Candidat | Candidat        | Étiquette | Voix         | %            |
| -------- | --------------- | --------- | ------------ | ------------ |
|          | Pierre Morel *  | Rad-soc   | 2 457        | 64,66        |
|          | Michel Beaulieu | MRP       | 1 241        | 32,66        |
|          | Pierre Lemarié  | PCF       | 99           | 2,61         |
|          |                 |           |              |              |
| Inscrits | Inscrits        | Inscrits  | 4 865        | 100,00       |
| Votants  | Votants         | Votants   | 3 847        | 79,08        |
| Exprimés | Exprimés        | Exprimés  | 3 800        | 98,78        |

## Arrondissement de Vitré

### Canton de Vitré-Est
- Conseiller sortant : Alexis Méhaignerie (MRP), élu depuis 1945.

| Candidat | Candidat             | Étiquette | Premier tour | Premier tour |
| Candidat | Candidat             | Étiquette | Voix         | %            |
| -------- | -------------------- | --------- | ------------ | ------------ |
|          | Alexis Méhaignerie * | MRP       | 4 626        | 81,65        |
|          | Paul Rivais          | UDCA      | 409          | 7,22         |
|          | Roland Chauvel       | PCF       | 317          | 5,60         |
|          | Pierre Texier        | SFIO      | 311          | 5,49         |
|          |                      |           |              |              |
| Inscrits | Inscrits             | Inscrits  | 8 197        | 100,00       |
| Votants  | Votants              | Votants   | 6 052        | 73,83        |
| Exprimés | Exprimés             | Exprimés  | 5 666        | 93,62        |

### Canton d'Argentré-du-Plessis
- Conseiller sortant : Paul Lémée (CNIP), élu depuis 1931.

| Candidat | Candidat          | Étiquette | Premier tour | Premier tour |
| Candidat | Candidat          | Étiquette | Voix         | %            |
| -------- | ----------------- | --------- | ------------ | ------------ |
|          | Paul Poirier      | MRP       | 2 585        | 52,61        |
|          | Paul Lemée *      | CNIP      | 1 747        | 35,55        |
|          | Paul Cateline     | UDCA      | 450          | 9,16         |
|          | Frédéric Le Deuil | SFIO      | 81           | 1,65         |
|          | René Aubry        | PCF       | 41           | 0,83         |
|          |                   |           |              |              |
| Inscrits | Inscrits          | Inscrits  | 6 597        | 100,00       |
| Votants  | Votants           | Votants   | 5 042        | 76,43        |
| Exprimés | Exprimés          | Exprimés  | 4 914        | 97,46        |

### Canton de La Guerche-de-Bretagne
- Conseiller sortant : Henri Lassourd (RGR), élu depuis 1951.

| Candidat | Candidat         | Étiquette | Premier tour | Premier tour |
| Candidat | Candidat         | Étiquette | Voix         | %            |
| -------- | ---------------- | --------- | ------------ | ------------ |
|          | Henri Lassourd * | RGR       | 4 647        | 87,65        |
|          | Paul Rivais      | UDCA      | 564          | 10,64        |
|          | Gaston Besson    | PCF       | 90           | 1,70         |
|          |                  |           |              |              |
| Inscrits | Inscrits         | Inscrits  | 7 021        | 100,00       |
| Votants  | Votants          | Votants   | 5 446        | 77,57        |
| Exprimés | Exprimés         | Exprimés  | 5 302        | 97,36        |

## Arrondissement de Redon

### Canton de Redon
- Conseiller sortant : Michel de Poulpiquet du Halgouët (CNIP), élu depuis 1945.

| Candidat | Candidat                           | Étiquette | Premier tour | Premier tour |
| Candidat | Candidat                           | Étiquette | Voix         | %            |
| -------- | ---------------------------------- | --------- | ------------ | ------------ |
|          | Isidore Renouard                   | MRP       | 3 543        | 55,43        |
|          | Michel de Poulpiquet du Halgouët * | CNIP      | 1 764        | 27,60        |
|          | Roger Bourel                       | PCF       | 558          | 8,73         |
|          | Albert Vibert                      | SFIO      | 526          | 8,23         |
|          |                                    |           |              |              |
| Inscrits | Inscrits                           | Inscrits  | 9 427        | 100,00       |
| Votants  | Votants                            | Votants   | 6 485        | 68,79        |
| Exprimés | Exprimés                           | Exprimés  | 6 392        | 98,57        |

### Canton de Guichen
- Conseiller sortant : Alphonse de Pioger (CNIP), élu depuis 1951.

| Candidat | Candidat             | Étiquette | Premier tour | Premier tour | Second tour | Second tour |
| Candidat | Candidat             | Étiquette | Voix         | %            | Voix        | %           |
| -------- | -------------------- | --------- | ------------ | ------------ | ----------- | ----------- |
|          | Alphonse de Pioger * | CNIP      | 1 630        | 33,35        | 2 585       | 56,75       |
|          | Georges Le Cornec    | Prog.     | 965          | 19,74        | 1 968       | 43,21       |
|          | Ambroise Mény        | MRP       | 884          | 18,09        |             |             |
|          | Joseph Taillandier   | CNIP      | 610          | 12,48        |             |             |
|          | Yves Le Vern         | SFIO      | 484          | 9,90         |             |             |
|          | Marcel Dubois        | PCF       | 225          | 4,60         |             |             |
|          | René Vallier         | UDCA      | 144          | 2,95         |             |             |
|          |                      |           |              |              |             |             |
| Inscrits | Inscrits             | Inscrits  | 6 985        | 100,00       | 6 995       | 100,00      |
| Votants  | Votants              | Votants   | 4 993        | 71,48        | 4 708       | 67,31       |
| Exprimés | Exprimés             | Exprimés  | 4 888        | 97,90        | 4 555       | 96,75       |

### Canton de Maure-de-Bretagne
- Conseiller sortant : Joseph Lagrée (CNIP), élu depuis 1937.

| Candidat | Candidat        | Étiquette | Premier tour | Premier tour |
| Candidat | Candidat        | Étiquette | Voix         | %            |
| -------- | --------------- | --------- | ------------ | ------------ |
|          | Joseph Lagrée * | CNIP      | 1 760        | 51,02        |
|          | Marcel Thoux    | CNIP      | 1 487        | 43,10        |
|          | Jules Le Brun   | PCF       | 203          | 5,88         |
|          |                 |           |              |              |
| Inscrits | Inscrits        | Inscrits  | 4 817        | 100,00       |
| Votants  | Votants         | Votants   | 3 494        | 72,54        |
| Exprimés | Exprimés        | Exprimés  | 3 450        | 98,74        |

## Ancien arrondissement de Montfort-sur-Meu

### Canton de Montfort-sur-Meu
- Conseiller sortant : Émile Tardif (MRP), élu depuis 1945.

| Candidat | Candidat             | Étiquette | Premier tour | Premier tour |
| Candidat | Candidat             | Étiquette | Voix         | %            |
| -------- | -------------------- | --------- | ------------ | ------------ |
|          | Émile Tardif *       | MRP       | 3 923        | 73,71        |
|          | Charles-Henri Cardot | CNIP      | 1 065        | 20,01        |
|          | Jean-Louis Couesnon  | PCF       | 176          | 3,31         |
|          | Georges Delourmel    | SFIO      | 158          | 2,97         |
|          |                      |           |              |              |
| Inscrits | Inscrits             | Inscrits  | 7 547        | 100,00       |
| Votants  | Votants              | Votants   | 5 434        | 72,00        |
| Exprimés | Exprimés             | Exprimés  | 5 322        | 97,94        |

### Canton de Montauban-de-Bretagne
- Conseiller sortant : Pierre Legault (CNIP), élu depuis 1945.

| Candidat | Candidat         | Étiquette | Premier tour | Premier tour |
| Candidat | Candidat         | Étiquette | Voix         | %            |
| -------- | ---------------- | --------- | ------------ | ------------ |
|          | Pierre Legault * | CNIP      | 2 786        | 85,43        |
|          | Louis Besseiche  | SFIO      | 245          | 7,51         |
|          | Victor Dolivet   | PCF       | 225          | 6,90         |
|          |                  |           |              |              |
| Inscrits | Inscrits         | Inscrits  | 4 467        | 100,00       |
| Votants  | Votants          | Votants   | 3 362        | 75,26        |
| Exprimés | Exprimés         | Exprimés  | 3 261        | 97,00        |

### Canton de Saint-Méen-le-Grand
- Conseiller sortant : Louis Carré (CNIP), conseiller depuis 1943.

| Candidat | Candidat        | Étiquette | Premier tour | Premier tour |
| Candidat | Candidat        | Étiquette | Voix         | %            |
| -------- | --------------- | --------- | ------------ | ------------ |
|          | Louis Carré *   | CNIP      | 3 458        | 77,10        |
|          | André Delaporte | SFIO      | 689          | 15,36        |
|          | Jean Justome    | PCF       | 331          | 7,38         |
|          |                 |           |              |              |
| Inscrits | Inscrits        | Inscrits  | 6 247        | 100,00       |
| Votants  | Votants         | Votants   | 4 638        | 74,24        |
| Exprimés | Exprimés        | Exprimés  | 4 485        | 96,70        |